# Saison 2022 du Lynx du Minnesota
La saison 2022 du Lynx du Minnesota et la 22e saison de la franchise en WNBA.

## Draft
| Tour | Choix | Joueur          | Poste | Nationalité | Provenance                      |
| ---- | ----- | --------------- | ----- | ----------- | ------------------------------- |
| 1    | 8     | Mya Hollingshed | F     | États-Unis  | University of Colorado          |
| 2    | 22    | Kayla Jones     | F     | États-Unis  | North Carolina State University |
| 3    | 28    | Hannah Sjerven  | C     | États-Unis  | University of South Dakota      |

## Matchs

### Pré-saison
| Pré-saison Total: 1-1 (Domicile : 1-0; Extérieur : 0-1) |

| Match | Date match | Équipe     | Score   | Meilleur marqueur  | Meilleur rebondeur | Meilleur passeur    | Lieux Spectateurs                    | Série |
| ----- | ---------- | ---------- | ------- | ------------------ | ------------------ | ------------------- | ------------------------------------ | ----- |
| 1     | 27 avril   | Washington | D 66-78 | Sylvia Fowles (16) | Sylvia Fowles (8)  | Quatre joueuses (2) | Entertainment and Sports Arena 3 220 | 0 - 1 |
| 2     | 1er mai    | Las Vegas  | V 89-86 | Yvonne Turner (15) | Rennia Davis (11)  | Trois joueuses (2)  | Target Center -                      | 1 - 1 |

### Saison régulière
| Saison régulière Total: 14-22 (Domicile : 7-11; Extérieur : 7-11) |

| Match | Date match | Équipe        | Score   | Meilleur marqueur    | Meilleur rebondeur   | Meilleur passeur         | Lieux Spectateurs           | Série |
| ----- | ---------- | ------------- | ------- | -------------------- | -------------------- | ------------------------ | --------------------------- | ----- |
| 1     | 6 mai      | @ Seattle     | D 74-97 | Sylvia Fowles (16)   | Jessica Shepard (12) | Jessica Shepard (5)      | Climate Pledge Arena 12 904 | 0 - 1 |
| 2     | 8 mai      | Washington    | D 66-78 | Jessica Shepard (16) | Jessica Shepard (12) | Jessica Shepard (4)      | Target Center 8 134         | 0 - 2 |
| 3     | 10 mai     | @ Indiana     | D 76-82 | Sylvia Fowles (26)   | Sylvia Fowles (14)   | Jessica Shepard (9)      | Gainbridge Fieldhouse 1 078 | 0 - 3 |
| 4     | 14 mai     | Chicago       | D 78-82 | Nikolina Milic (18)  | Sylvia Fowles (11)   | Westbrook, Jefferson (5) | Target Center 6 503         | 0 - 4 |
| 5     | 17 mai     | @ Los Angeles | V 87-84 | Kayla McBride (24)   | Sylvia Fowles (12)   | Moriah Jefferson (6)     | Crypto.com Arena 4 701      | 1 - 4 |
| 6     | 19 mai     | @ Las Vegas   | D 87-93 | Aerial Powers (25)   | Jessica Shepard (15) | Moriah Jefferson (7)     | Michelob Ultra Arena -      | 1 - 5 |
| 7     | 21 mai     | @ Dallas      | D 78-94 | Trois joueuses (14)  | Sylvia Fowles (9)    | Jefferson, Banham (4)    | College Park Center 3 813   | 1 - 6 |
| 8     | 24 mai     | New York      | V 84-78 | Aerial Powers (18)   | Sylvia Fowles (14)   | Jefferson, Shepard (4)   | Target Center 6 104         | 2 - 6 |
| 9     | 29 mai     | Los Angeles   | D 83-85 | Kayla McBride (19)   | Sylvia Fowles (7)    | Moriah Jefferson (4)     | Target Center 7 234         | 2 - 7 |

| Match | Date match | Équipe      | Score    | Meilleur marqueur     | Meilleur rebondeur   | Meilleur passeur             | Lieux Spectateurs          | Série  |
| ----- | ---------- | ----------- | -------- | --------------------- | -------------------- | ---------------------------- | -------------------------- | ------ |
| 10    | 1er juin   | @ Atlanta   | D 76-84  | Kayla McBride (20)    | Sylvia Fowles (20)   | Rachel Banham (6)            | Gateway Center Arena 1 268 | 2 - 8  |
| 11    | 5 juin     | @ New York  | V 84-77  | Aerial Powers (27)    | Sylvia Fowles (8)    | Rachel Banham (4)            | Barclays Center 4 119      | 3 - 8  |
| 12    | 7 juin     | @ New York  | D 69-88  | Kayla McBride (13)    | Jessica Shepard (7)  | Westbrook, Kamiah Smalls (4) | Barclays Center 3 196      | 3 - 9  |
| 13    | 10 juin    | Washington  | D 59-76  | Aerial Powers (12)    | Jessica Shepard (15) | Moriah Jefferson (6)         | Target Center 6 315        | 3 - 10 |
| 14    | 12 juin    | Indiana     | D 80-84  | Nikolina Milic (23)   | Aerial Powers (11)   | Aerial Powers (7)            | Target Center 6 806        | 3 - 11 |
| 15    | 14 juin    | Seattle     | D 79-81  | Kayla McBride (20)    | Nikolina Milic (11)  | Aerial Powers (7)            | Target Center 6 031        | 3 - 12 |
| 16    | 19 juin    | @ Las Vegas | D 95-96  | Moriah Jefferson (23) | Jessica Shepard (19) | Moriah Jefferson (7)         | Michelob Ultra Arena 4 603 | 3 - 13 |
| 17    | 21 juin    | @ Phoenix   | V 84-71  | Kayla McBride (18)    | Jessica Shepard (13) | Moriah Jefferson (9)         | Footprint Center 6 394     | 4 - 13 |
| 18    | 23 juin    | Phoenix     | V 100-88 | Moriah Jefferson (21) | Sylvia Fowles (10)   | Aerial Powers (6)            | Target Center 8 004        | 5 - 13 |
| 19    | 26 juin    | @ Chicago   | D 85-88  | Kayla McBride (21)    | Jessica Shepard (8)  | Aerial Powers (7)            | Wintrust Arena 7 022       | 5 - 14 |
| 20    | 28 juin    | Dallas      | V 92-64  | Aerial Powers (20)    | Natalie Achonwa (13) | Moriah Jefferson (10)        | Target Center 5 603        | 6 - 14 |

| Match                   | Date match  | Équipe        | Score           | Meilleur marqueur     | Meilleur rebondeur   | Meilleur passeur       | Lieux Spectateurs                    | Série   |
| ----------------------- | ----------- | ------------- | --------------- | --------------------- | -------------------- | ---------------------- | ------------------------------------ | ------- |
| 21                      | 1er juillet | Las Vegas     | D 85-91         | Rachel Banham (24)    | Sylvia Fowles (5)    | Achonwa, Banham (4)    | Target Center 6 104                  | 6 - 15  |
| 22                      | 3 juillet   | Las Vegas     | V 102-71        | Aerial Powers (32)    | Sylvia Fowles (11)   | Moriah Jefferson (6)   | Target Center 7 603                  | 7 - 15  |
| 23                      | 6 juillet   | Chicago       | V 81-78         | Aerial Powers (22)    | Aerial Powers (11)   | Moriah Jefferson (6)   | Target Center 11 103                 | 8 - 15  |
| WNBA All-Star Game 2022 |             |               |                 |                       |                      |                        |                                      |         |
| 24                      | 12 juillet  | Phoenix       | V 118-107 (2OT) | Aerial Powers (35)    | Sylvia Fowles (14)   | Rachel Banham (7)      | Target Center 6 503                  | 9 - 15  |
| 25                      | 14 juillet  | Dallas        | D 87-92         | Rachel Banham (24)    | Sylvia Fowles (17)   | Sylvia Fowles (3)      | Target Center 4 834                  | 9 - 16  |
| 26                      | 15 juillet  | Indiana       | V 87-77         | Kayla McBride (28)    | Sylvia Fowles (12)   | Shepard, Jefferson (5) | Indiana Farmers Coliseum 1 530       | 10 - 16 |
| 27                      | 17 juillet  | @ Washington  | D 57-70         | Kayla McBride (16)    | Fowles, Shepard (12) | Jessica Shepard (7)    | Entertainment and Sports Arena 4 200 | 10 - 17 |
| 28                      | 22 juillet  | @ Connecticut | D 84-94         | Aerial Powers (14)    | Natalie Achonwa (6)  | Lindsay Allen (7)      | Target Center 8 321                  | 10 - 18 |
| 29                      | 24 juillet  | Connecticut   | D 79-86         | Aerial Powers (17)    | Jessica Shepard (8)  | Aerial Powers (4)      | Target Center 7 231                  | 10 - 19 |
| 30                      | 28 juillet  | @ Atlanta     | V 92-85         | Aerial Powers (25)    | Sylvia Fowles (14)   | Moriah Jefferson (7)   | Gateway Center Arena 2 396           | 11 - 19 |
| 31                      | 31 juillet  | @ Los Angeles | V 84-77         | Moriah Jefferson (22) | Jessica Shepard (10) | Jefferson, Powers (4)  | Crypto.com Arena 6 857               | 12 - 19 |

| Match | Date match | Équipe        | Score   | Meilleur marqueur   | Meilleur rebondeur   | Meilleur passeur       | Lieux Spectateurs           | Série   |
| ----- | ---------- | ------------- | ------- | ------------------- | -------------------- | ---------------------- | --------------------------- | ------- |
| 32    | 3 août     | @ Seattle     | D 77-89 | Nikolina Milic (13) | Milic, Fowles (6)    | Natalie Achonwa (6)    | Climate Pledge Arena 13 500 | 12 - 20 |
| 33    | 7 août     | Atlanta       | V 81-71 | Kayla McBride (20)  | Sylvia Fowles (8)    | McBride, Jefferson (6) | Target Center 9 421         | 13 - 20 |
| 34    | 10 août    | @ Phoenix     | V 86-77 | Kayla McBride (18)  | Jessica Shepard (12) | Moriah Jefferson (12)  | Footprint Center 7 307      | 14 - 20 |
| 35    | 12 août    | Seattle       | D 69-96 | Aerial Powers (18)  | Sylvia Fowles (12)   | McBride, Allen (3)     | Target Center 12 134        | 14 - 21 |
| 36    | 14 août    | @ Connecticut | D 83-90 | Lindsay Allen (26)  | Sylvia Fowles (12)   | Lindsay Allen (6)      | Mohegan Sun Arena 7 489     | 14 - 22 |

### Confrontations en saison régulière
| Conférence Est | Conférence Est                            | Conférence Est                            | Conférence Est                            | Conférence Est                            | Conférence Ouest                          | Conférence Ouest                          | Conférence Ouest                          | Conférence Ouest                          | Conférence Ouest                          |
| Équipe         | Domicile                                  | Domicile                                  | Extérieur                                 | Extérieur                                 | Équipe                                    | Domicile                                  | Domicile                                  | Extérieur                                 | Extérieur                                 |
| -------------- | ----------------------------------------- | ----------------------------------------- | ----------------------------------------- | ----------------------------------------- | ----------------------------------------- | ----------------------------------------- | ----------------------------------------- | ----------------------------------------- | ----------------------------------------- |
| Atlanta        | 81-71                                     |                                           | 76-84                                     | 92-85                                     | Dallas                                    | 92-64                                     | 87-92                                     | 78-94                                     |                                           |
| Chicago        | 78-82                                     | 81-78                                     | 85-88                                     |                                           | Las Vegas                                 | 85-91                                     | 102-71                                    | 87-93                                     | 95-96                                     |
| Connecticut    | 84-94                                     | 79-86                                     | 83-90                                     |                                           | Los Angeles                               | 83-85                                     |                                           | 87-84                                     | 84-77                                     |
| Indiana        | 80-84                                     |                                           | 76-82                                     | 87-77                                     |                                           |                                           |                                           |                                           |                                           |
| New York       | 84-78                                     |                                           | 84-77                                     | 69-88                                     | Phoenix                                   | 100-88                                    | 118-107                                   | 84-71                                     | 86-77                                     |
| Washington     | 66-78                                     | 59-76                                     | 57-70                                     |                                           | Seattle                                   | 79-81                                     | 69-96                                     | 74-97                                     | 77-89                                     |
| Conférence     | 6-12 (Domicile : 3-6; Extérieur : 3-6)    | 6-12 (Domicile : 3-6; Extérieur : 3-6)    | 6-12 (Domicile : 3-6; Extérieur : 3-6)    | 6-12 (Domicile : 3-6; Extérieur : 3-6)    | Conférence                                | 7-11 (Domicile : 3-6; Extérieur : 4-5)    | 7-11 (Domicile : 3-6; Extérieur : 4-5)    | 7-11 (Domicile : 3-6; Extérieur : 4-5)    | 7-11 (Domicile : 3-6; Extérieur : 4-5)    |
| Total          | 13-23 (Domicile : 6-12; Extérieur : 7-11) | 13-23 (Domicile : 6-12; Extérieur : 7-11) | 13-23 (Domicile : 6-12; Extérieur : 7-11) | 13-23 (Domicile : 6-12; Extérieur : 7-11) | 13-23 (Domicile : 6-12; Extérieur : 7-11) | 13-23 (Domicile : 6-12; Extérieur : 7-11) | 13-23 (Domicile : 6-12; Extérieur : 7-11) | 13-23 (Domicile : 6-12; Extérieur : 7-11) | 13-23 (Domicile : 6-12; Extérieur : 7-11) |

## Classements
| Classement | Classement                | Classement | Classement | Classement | Classement | Classement | Classement |
| No         | Franchise                 | Vic.       | Def.       | MJ         | V/D        | GB         |            |
| ---------- | ------------------------- | ---------- | ---------- | ---------- | ---------- | ---------- | ---------- |
| 1          | x - Aces de Las Vegas     | 26         | 10         | 36         | .722       | -          |            |
| 2          | x - Sky de Chicago        | 26         | 10         | 36         | .722       | -          |            |
| 3          | x - Sun du Connecticut    | 25         | 11         | 36         | .694       | 1          |            |
| 4          | x - Storm de Seattle      | 22         | 14         | 36         | .611       | 4          |            |
| 5          | x - Mystics de Washington | 22         | 14         | 36         | .611       | 4          |            |
| 6          | x - Wings de Dallas       | 18         | 18         | 36         | .500       | 8          |            |
| 7          | x - Liberty de New York   | 16         | 20         | 36         | .444       | 10         |            |
| 8          | x - Mercury de Phoenix    | 15         | 21         | 36         | .417       | 11         |            |
|            |                           |            |            |            |            |            |            |
| 9          | o - Lynx du Minnesota     | 14         | 22         | 36         | .389       | 12         |            |
| 10         | o - Dream d'Atlanta       | 14         | 22         | 36         | .389       | 12         |            |
| 11         | o - Sparks de Los Angeles | 13         | 23         | 36         | .361       | 13         |            |
| 12         | o - Fever de l'Indiana    | 5          | 31         | 36         | .139       | 21         |            |

| 1 | Aces de Las Vegas     | 9 | 1 | 10 | +102 |
| 2 | Storm de Seattle      | 6 | 4 | 10 | +23  |
| 3 | Wings de Dallas       | 5 | 5 | 10 | +13  |
| 4 | Lynx du Minnesota     | 4 | 6 | 10 | +1   |
| 5 | Mercury de Phoenix    | 3 | 7 | 10 | -43  |
| 6 | Sparks de Los Angeles | 3 | 7 | 10 | -96  |